# You Know My Name
You Know My Name è una canzone del 2006 scritta da Chris Cornell e David Arnold, registrata da Cornell per la colonna sonora del film di James Bond Casino Royale. Il brano è stato reso disponibile in Internet il 20 settembre 2006, ed è il primo dai tempi di All Time High, canzone realizzata per la pellicola Octopussy - Operazione piovra del 1983, a non avere nel testo un riferimento al titolo del film.

## Successo del brano
You Know My Name è stata pubblicata nell'inverno 2006 ed è diventato il brano di maggior successo per Chris Cornell, e probabilmente uno dei suoi brani più celebri nella sua carriera da solista. Il singolo ha raggiunto la posizione numero 79 della Billboard Hot 100 e la numero 64 della Billboard Pop 100. You Know My Name è stato anche il primo singolo di Cornell ad entrare nelle classifiche europee, fatta eccezione per il Regno Unito.
Nel 2006 Chris Cornell ha vinto il Satellite Award come miglior canzone originale grazie a You Know My Name, e la stessa venne inizialmente candidata dal Regno Unito come migliore canzone ai Premi Oscar 2006 (il singolo però non riuscì ad entrare nella cinquina finale). L'anno successivo ha trionfato ai World Soundtrack Awards. Nel 2008 la canzone ha inoltre ricevuto una candidatura ai Grammy Award come miglior canzone scritta per un film.

## Videoclip
Il video musicale prodotto per You Know My Name è stato diretto da Michael Haussman, ed è costituito da alcune immagini del film Casino Royale, alternate ad altre immagini di Chris Cornell in studio che interpreta il brano.

## Tracce
CD Single vers. 1
1. You Know My Name 4:02
2. Black Hole Sun (Acoustic) 4:38

CD Single vers. 2
1. You Know My Name 4:02
2. You Know My Name (Pop Mix)

## Classifiche
| Classifica (2006)              | Posizione più alta |
| ------------------------------ | ------------------ |
| Finlandia                      | 3                  |
| Norvegia                       | 5                  |
| Danimarca                      | 2                  |
| Regno Unito                    | 7                  |
| Paesi Bassi                    | 10                 |
| Irlanda                        | 11                 |
| Germania                       | 15                 |
| Lituania                       | 20                 |
| Svezia                         | 21                 |
| Austria                        | 28                 |
| Francia                        | 51                 |
| Italia                         | 4                  |
| Svizzera                       | 10                 |
| US Billboard Hot 100           | 79                 |
| US Billboard Hot Digital Songs | 57                 |
| US Billboard Pop 100           | 64                 |
| European Hot 100 Singles       | 29                 |
| Euro Digital Tracks            | 29                 |